# Ratchet & Clank (Film)
Ratchet & Clank ist ein US-amerikanisch-kanadischer computeranimierter 3D-Science-Fiction-Film von Kevin Munroe, der auf der gleichnamigen Videospiel-Reihe von Insomniac Games basiert. Insomniac Games half bei der Filmproduktion, dem Drehbuch, der Charakterentwicklung und der Animation. Der Film beinhaltet jedoch ein eigenständiges Szenario und entstand nach einem Drehbuch des Insomniac-Games-Autors T. J. Fixman.
Als Synchronsprecher wurden unter anderem James Arnold Taylor, David Kaye, Jim Ward, Paul Giamatti, Bella Thorne, John Goodman, Rosario Dawson, Andrew Cownden und Sylvester Stallone verpflichtet. Zudem leihen einige Mitwirkende aus den Spielen den Charakteren auch im Film ihre Stimme. Der Film lief am 29. April 2016 in den USA an, in Deutschland bereits einen Tag vorher.

## Handlung
Der Film erzählt eine eigenständige Geschichte, die die Ereignisse der Videospielserie neu erzählt. Ratchet trifft erstmals auf Clank, als sie versuchen, die Solana-Galaxie vor der Zerstörung durch Chairman Drek und die Blarg zu bewahren. Im weiteren Verlauf wird der Film auf verschiedene Handlungselemente genauer eingehen und auch einige Details der Original series mit aufnehmen, etwa die Einführung von Doctor Nefarious und den Galactic Rangers.

## Synchronsprecher
| Rolle         | Originalstimme      | Deutsche Stimme |
| ------------- | ------------------- | --------------- |
| Ratchet       | James Arnold Taylor | Tobias Nath     |
| Clank         | David Kaye          | Dirk Hardegen   |
| Captain Qwark | Jim Ward            | Stefan Fredrich |
| Chairman Drek | Paul Giamatti       | Lutz Schnell    |
| Grimroth      | John Goodman        | Roland Hemmo    |
| Cora          | Bella Thorne        | Manja Döring    |
| Elaris        | Rosario Dawson      | Maja Maneiro    |
| Victor        | Sylvester Stallone  | Gerald Paradies |
| Dr. Nefarious | Armin Shimerman     | Michael Pan     |
| Brax          | Vincent Tong        | Martin Kautz    |
| Zed           | Andrew Cownden      | iBlali          |
| Mr. Micron    | Lee Tockar          | Viktor Deiß     |

## Produktion
“One of the biggest questions we’ve gotten in the last few years is ‘When are you going to make a Ratchet & Clank movie?’ The truth is, we’ve wanted to do a movie for a long time! Ratchet & Clank’s action, humor and galaxy-spanning adventures have really been the basis for a fantastic game series, and we think it would translate perfectly to the big screen.”

„Eine der größten Frage der letzten Jahre war, ‚Wann wird es einen Ratchet-&-Clank-Film geben?‘. Die Wahrheit ist, wir wollten den Film schon lange machen! Die Action, der Humor und die galaxie-übergreifenden Abenteuer aus Ratchet & Clank waren Grundlage für eine fantastische Spieleserie, und wir dachten, das könnte man perfekt auf die große Leinwand übersetzen.“

Der Film wurde produziert vom Studio Rainmaker Entertainment in Vancouver. Als Executive Producer fungierte Michael Hefferon, der Präsident von Rainmaker Entertainment.
Die Einspielergebnisse liegen laut Boxofficemojo bei weltweit 13,3 Mio.
Die Produktionskosten lagen bei 20 Mio.

## Veröffentlichung
Der Film sollte ursprünglich bereits 2015 veröffentlicht werden. Später wurde der Release in den USA durch Gramercy Pictures, einer Abteilung von Focus Features, auf den 29. April 2016 datiert. Begleitend zum Film versprach Insomniac Games die Veröffentlichung einer Neuauflage der Spieleserie. Da Sony Computer Entertainment am 1. April 2016 mit Sony Network Entertainment International zu Sony Interactive Entertainment fusionierte, ist Sony Computer Entertainment nicht länger die Produktionsfirma von Ratchet & Clank.